# Wizz Air Bulgaria
Wizz Air Bulgaria je bila bolgarska letalska družba organizirana kot divizija matične madžarske letalske družbe Wizz Air.

## Zgodovina
Družba je bila ustanovljena leta 2005, leta 2006 pa je prejela licenco za pričetek opravljanja letalskih operacij med Bolgarijo in Grčijo, Turčijo in Moldavijo.
Družba je zaradi operativnih razlogov prenehala z dejavnostjo leta 2011 po vključitvi v matično družbo Wizz Air. Letalske operacije je izvajala za potrebe matične madžarske družbe predvsem na povezavah med Sofijo in |Barcelono, Valencijo, Bergamom in Brusljom. Zaradi potreb matične družbe so z letalom Wizz Air Bulgaria povečali število povezav med Londonom (letališče Luton) in Rimom ter Dortmundom, medtem ko je tretje letalo matična družba Wizz Air uporabljala za vpeljavo novih letalskih povezav.

## Flota
Ob prenehanju dejavnosti je družba imela tri letala Airbus A320. Z združitvijo z matično firmo so bila letala tudi izločena iz bolgarskega registra letal.

## Destinacije
Ob vključitvi v matično družbo je družba Wizz Air Bulgaria opravljala polete do naslednjih destinacij: